# La canción de Albion
La canción de Albion es una trilogía de novelas de fantasía épica escritas por el estadounidense Stephen Lawhead.  Las entregas consisten en La Guerra del Paraíso (1991), Mano de Plata (1992) y La Última Batalla (1993). Esta mezcla temas de carácter religioso como el Cristianismo con la Mitología Celta y narra la historia de dos estudiantes universitarios que se encuentran con un mundo alterno (Albión). La serie ha estado en impresión constante por más de 20 años, siendo hasta la fecha  la obra más popular de Lawhead.
La serie ha sido ilustrada por varios artistas incluyendo a Rodney Matthews, Daniel Horne, Anne Yvonne Gilbert, y Peter Holt.